# Peta Murgatroyd
Peta Jane Murgatroyd (Auckland; 14 de julio de 1986) es una bailarina de salón y coreógrafa neozelandesa-australiana. Es más conocida por ser una de las bailarinas profesionales del programa estadounidense Dancing with the Stars de ABC, el cual ganó en dos temporadas. También participó en la gira internacional de baile Burn the Floor en Broadway.

## Primeros años
Murgatroyd nació en Auckland, Nueva Zelanda, pero se trasladó a Australia cuando tenía 18 meses de edad; por este motivo es considera más australiana. Ella fue criada en Perth, Australia Occidental, y comenzó a estudiar ballet clásico a los 4 años. Fue entrenada durante 12 años por la exbailarina principal del Kirov Ballet, Madame Lubov Nikonorenko. Una lesión de tobillo a los 16 años obligó a Murgatroyd a abandonar el ballet. Murgatroyd luego optó por los bailes latinos.

## Carrera

### Carrera temprana
A los pocos meses de comenzar su entrenamiento en bailes de salón, Murgatroyd se convirtió en la campeona del W.A. Amateur Latin State tanto en 2002 como en 2003. Se ubicó en el segundo lugar en el Great World City Championships. Su éxito en otras competiciones fue el ser semifinalista en el Lion City Championships de Singapur y en el Australian Open Championships. Quedó en tercer lugar en las competencias latinas en el mundial de Blackpool Dance Festival Youth Under 21 en 2005.

### Burn the Floor
Murgatroyd se unió al elenco de Burn the Floor en 2004, viajando con ellos por todo el mundo durante seis años. Cuando el espectáculo se presentó en Broadway en agosto de 2009, ella fue la bailarina principal.

### Dancing with the Stars
Murgatroyd se unió al elenco de Dancing with the Stars en 2011 como miembro del cuerpo de baile en la duodécima temporada. Fue promovida como bailarina profesional para la temporada 13, teniendo como pareja de baile al jugador de la NBA, Metta World Peace, siendo ambos la primera pareja en ser eliminada. Para la temporada 14 fue empareja con el jugador de la NFL, Donald Driver, con quien logró llegar a la final y ser la pareja ganadora de la temporada, marcando la primera victoria de Murgatroyd. Para la temporada 15, una edición All-stars, fue emparejada con el modelo, actor y finalista de la octava temporada, Gilles Marini; ellos fueron eliminados en una doble eliminación durante la octava semana, ubicándose en el sexto puesto. Para la temporada 16 tuvo como pareja a la estrella de The Bachelor, Sean Lowe, siendo ambos eliminados en la octava semana y finalizando en el sexto puesto.
Para la temporada 17 formó pareja con el actor de Pretty Little Liars, Brant Daugherty, llegando hasta la octava semana y quedando en el séptimo puesto. En la temporada 18 tuvo como pareja al cantante de Big Time Rush, James Maslow, logrando llegar a la final y quedando en el cuarto puesto. En la temporada 19 fue emparejada con el comediante y actor Tommy Chong, siendo eliminados en la semifinal y terminando en el quinto puesto. Para la temporada 20 formó pareja junto al jugador de la NFL, Michael Sam, siendo eliminados en la cuarta semana y terminando en el décimo puesto.
El 19 de agosto de 2015, se anunció que Murgatroyd sería una de los bailarines profesionales en la temporada 21; sin embargo, tuvo que abandonar la competencia antes de que esta se estrenara debido a una lesión. Al año siguiente, ella regresó para la temporada 22, teniendo como pareja al modelo y actor Nyle DiMarco, logrando llegar a la final y siendo los campeones de la temporada, marcando la segunda victoria de Murgatroyd. Ella no participó para la temporada 23 debido a su embarazo. Regresó para la temporada 24, en donde fue emparejada con la estrella de The Bachelor, Nick Viall; la pareja fue eliminada en una doble eliminación en la séptima semana, quedando en el sexto puesto. Para la temporada 25 tuvo como pareja al cantante de 98 Degrees, Nick Lachey, con quien llegó hasta la sexta semana y finalizando en el noveno puesto.
En 2019, Murgatroyd regresó al programa para la temporada 28 luego de dos temporadas ausente, donde tuvo como pareja al ex alero de la NBA, Lamar Odom, siendo eliminados en la cuarta semana de competencia y quedando en el décimo puesto. Para la temporada 29, fue emparejada con al exjugador de la NFL, Vernon Davis, siendo los quintos eliminados de la competencia y finalizando en el undécimo puesto. Murgatroyd no participó en la trigésima temporada pero retornó a la temporada 31, en donde formó pareja junto al actor de Sex and the City, Jason Lewis, siendo los primeros en ser eliminados de la competencia y ubicándose en el decimosexto puesto.
| Temporada                                        | Pareja            | Puesto | Promedio |
| ------------------------------------------------ | ----------------- | ------ | -------- |
| 13                                               | Metta World Peace | 12.º   | 14.00    |
| 14                                               | Donald Driver     | 1.º    | 27.07    |
| 15                                               | Gilles Marini     | 6.º    | 27.55    |
| 16                                               | Sean Lowe         | 6.º    | 21.60    |
| 17                                               | Brant Daugherty   | 7.º    | 25.78    |
| 18                                               | James Maslow      | 4.º    | 26.86    |
| 19                                               | Tommy Chong       | 5.º    | 21.52*   |
| 20                                               | Michael Sam       | 10.º   | 20.25*   |
| 22                                               | Nyle DiMarco      | 1.º    | 26.93    |
| 24                                               | Nick Viall        | 6.º    | 21.94*   |
| 25                                               | Nick Lachey       | 9.º    | 20.00    |
| 28                                               | Lamar Odom        | 10.º   | 12.00    |
| 29                                               | Vernon Davis      | 11.º   | 20.17    |
| 31                                               | Jason Lewis       | 16.º   | 13.50*   |
| 32                                               | Barry Williams    | 7.º    | 20.66    |
| * Promedios ajustados a una escala de 30 puntos. |                   |        |          |

- Temporada 13 con Metta World Peace

| Semana | Baile / Canción     | Puntajes de los jueces | Puntajes de los jueces | Puntajes de los jueces | Resultado  |
| Semana | Baile / Canción     | C. I.                  | L. G.                  | B. T.                  | Resultado  |
| ------ | ------------------- | ---------------------- | ---------------------- | ---------------------- | ---------- |
| 1      | Chachachá / «Krazy» | 5                      | 4                      | 5                      | Eliminados |

- Temporada 14 con Donald Driver

| Semana        | Baile / Canción                               | Puntajes de los jueces | Puntajes de los jueces | Puntajes de los jueces | Resultado        |
| Semana        | Baile / Canción                               | C. I.                  | L. G.                  | B. T.                  | Resultado        |
| ------------- | --------------------------------------------- | ---------------------- | ---------------------- | ---------------------- | ---------------- |
| 1             | Chachachá / «Dedication to My Ex (Miss That)» | 7                      | 7                      | 7                      | Sin eliminación  |
| 2             | Quickstep / «Stay the Night»                  | 8                      | 8                      | 8                      | Salvados         |
| 3             | Rumba / «One Sweet Day»                       | 9                      | 8                      | 9                      | Salvados         |
| 4             | Pasodoble / «Purple Haze»                     | 9                      | 9                      | 9                      | Salvados         |
| 5             | Tango argentino / «Sin Rumbo»                 | 10                     | 8                      | 9                      | Salvados         |
| 6             | Foxtrot / «The Way You Do the Things You Do»  | 9                      | 9                      | 9                      | Salvados         |
| 6             | Maratón de Motown / «Nowhere to Run»          | 7 puntos extras        | 7 puntos extras        | 7 puntos extras        | Salvados         |
| 7             | Vals vienés / «La Donna è Mobile»             | 9                      | 9                      | 9                      | Salvados         |
| 7             | Pasodoble en equipo / «O Fortuna»             | 9                      | 8                      | 9                      | Salvados         |
| 8             | Tango / «Higher Ground»                       | 9                      | 9                      | 9                      | Salvados         |
| 8             | Jive / «Rip It Up»                            | 10                     | 9                      | 9                      | Salvados         |
| 9 (Semifinal) | Vals / «Kissing Yo»                           | 9                      | 9                      | 10                     | Últimos salvados |
| 9 (Semifinal) | Samba / «Mr. Big Stuff»                       | 10                     | 9                      | 10                     | Últimos salvados |
| 10 (Final)    | Tango argentino / «They»                      | 10                     | 9                      | 10                     | Ganadores        |
| 10 (Final)    | Freestyle / «I Play Chicken with the Train»   | 10                     | 10                     | 10                     | Ganadores        |
| 10 (Final)    | Chachachá / «Beggin'»                         | 10                     | 10                     | 10                     | Ganadores        |

- Temporada 15 con Gilles Marini

| Semana                                          | Baile / Canción                                                                     | Puntajes de los jueces | Puntajes de los jueces | Puntajes de los jueces | Resultado       |
| Semana                                          | Baile / Canción                                                                     | C. I.                  | L. G.                  | B. T.                  | Resultado       |
| ----------------------------------------------- | ----------------------------------------------------------------------------------- | ---------------------- | ---------------------- | ---------------------- | --------------- |
| 1                                               | Foxtrot / «Call Me Irresponsible»                                                   | 8.0                    | 8.0                    | 8.0                    | Salvados        |
| 2                                               | Jive / «Don't Stop Me Now»                                                          | 8.5                    | 8.5                    | 8.5                    | Salvados        |
| 3                                               | Tango / «Sweet Dreams (Are Made of This)»                                           | 8.5                    | 8.5                    | 8.5                    | Salvados        |
| 4                                               | Bollywood / «Jai Ho (You Are My Destiny)»                                           | 10                     | 9.5/101                | 10                     | Salvados        |
| 5                                               | Rumba / «I Will Always Love You»                                                    | 10                     | 9.5                    | 10                     | Sin eliminación |
| 5                                               | Freestyle en equipo / «Gangnam Style»                                               | 9.0                    | 9.0                    | 9.0                    | Sin eliminación |
| 6                                               | Chachachá / «Man! I Feel Like a Woman!»                                             | 9.0                    | 9.0                    | 9.5                    | Salvados        |
| 6                                               | Grupo de Freestyle / «Save a Horse (Ride a Cowboy)» & «I Play Chicken With A Train» | Sin puntos extras      | Sin puntos extras      | Sin puntos extras      | Salvados        |
| 7                                               | Tango argentino & Samba fusión / «When I Get You Alone»                             | 9.5                    | 9.5                    | 9.5                    | Sin eliminación |
| 7                                               | Maratón de Swing / «Do Your Thing»                                                  | 5 puntos extras        | 5 puntos extras        | 5 puntos extras        | Sin eliminación |
| 8                                               | Quickstep / «Danger Zone»                                                           | 9.5                    | 10                     | 10                     | Eliminados      |
| 8                                               | Salsa / «Rebelión»                                                                  | 9.5                    | 10.                    | 9.5                    | Eliminados      |
| 1Puntaje dado por la juez invitada Paula Abdul. |                                                                                     |                        |                        |                        |                 |

- Temporada 16 con Sean Lowe

| Semana | Baile / Canción                              | Puntajes de los jueces | Puntajes de los jueces | Puntajes de los jueces | Resultado       |
| Semana | Baile / Canción                              | C. I.                  | L. G.                  | B. T.                  | Resultado       |
| ------ | -------------------------------------------- | ---------------------- | ---------------------- | ---------------------- | --------------- |
| 1      | Foxtrot / «The Power of Love»                | 7                      | 6                      | 6                      | Sin eliminación |
| 2      | Jive / «(Let's Get Movin') Into Action»      | 7                      | 6                      | 7                      | Salvados        |
| 3      | Grupo de Freestyle / «The Rockafeller Skank» | Sin puntos extras      | Sin puntos extras      | Sin puntos extras      | Salvados        |
| 3      | Chachachá / «Y.M.C.A.»                       | 7                      | 7                      | 7                      | Salvados        |
| 4      | Vals vienés / «I Won't Give Up»              | 6                      | 7                      | 7                      | Salvados        |
| 5      | Quickstep / «Go Get It»                      | 8                      | 8                      | 8                      | Salvados        |
| 6      | Samba / «I Wish»                             | 7                      | 7                      | 7                      | Dos últimos     |
| 6      | Samba en equipo / «Superstition»             | 8                      | 9                      | 8                      | Dos últimos     |
| 7      | Rumba / «Hero»                               | 8                      | 8                      | 8                      | Salvados        |
| 7      | Duelo de Rumba / «Apologize»                 | Sin puntos extras      | Sin puntos extras      | Sin puntos extras      | Salvados        |
| 8      | Tango / «Hot n Cold»                         | 7                      | 7                      | 7                      | Eliminados      |
| 8      | Jazz en trío / «Magic»                       | 7                      | 7                      | 7                      | Eliminados      |

- Temporada 17 con Brant Daugherty

| Semana | Baile / Canción                                          | Puntajes de los jueces | Puntajes de los jueces | Puntajes de los jueces | Resultado        |
| Semana | Baile / Canción                                          | C. I.                  | L. G.                  | B. T.                  | Resultado        |
| --- | -------------------------------------------------------- | ---------------------- | ---------------------- | ---------------------- | ---------------- |
| 1 | Chachachá / «Blurred Lines»                              | 7                      | 8                      | 7                      | Sin eliminación  |
| 2 | Rumba / «Underneath Your Clothes»                        | 8                      | 7                      | 8                      | Salvados         |
| 3 | Quickstep / «Crazy in Love»                              | 9                      | 9                      | 9                      | Salvados         |
| 4 | Salsa / «Shake Señora»                                   | 7                      | 71                     | 7                      | Últimos salvados |
| 5 | Contemporary / «Your Song»                               | 9                      | 9                      | 9                      | Salvados         |
| 6 | Tango / «The Night Out»                                  | 9                      | 10                     | 9                      | Sin eliminación  |
| 6 | Reto de cambio / Varias                                  | 3 puntos extras        | 3 puntos extras        | 3 puntos extras        | Sin eliminación  |
| 7 | Jive / «Tutti Frutti»                                    | 9                      | 9                      | 9                      | Salvados         |
| 7 | Freestyle en equipo / «The Fox (What Does the Fox Say?)» | 10                     | 10                     | 10                     | Salvados         |
| 8 | Foxtrot / «The Shoop Shoop Song (It's in His Kiss)»      | 9                      | 92                     | 9                      | Eliminados       |
| 8 | Duelo de Rumba / «I Found Someone»                       | Sin puntos extras      | Sin puntos extras      | Sin puntos extras      | Eliminados       |
| 1Puntaje dado por la juez invitada Julianne Hough en lugar de Goodman. 2Puntaje dado por la juez invitada Cher en lugar de Goodman. |                                                          |                        |                        |                        |                  |

- Temporada 18 con James Maslow

| Semana | Baile / Canción                                  | Puntajes de los jueces | Puntajes de los jueces | Puntajes de los jueces | Puntajes de los jueces | Resultado        |
| Semana | Baile / Canción                                  | C. I.                  | L. G.                  | Inv.1                  | B. T.                  | Resultado        |
| --- | ------------------------------------------------ | ---------------------- | ---------------------- | ---------------------- | ---------------------- | ---------------- |
| 1 | Foxtrot / «Story of My Life»                     | 7                      | 7                      | —                      | 7                      | Sin eliminación  |
| 2 | Salsa / «Follow the Leader»                      | 9                      | 8                      | —                      | 8                      | Salvados         |
| 3 | Jive / «The Middle»                              | 9                      | 9                      | 9                      | 9                      | Salvados         |
| 42 | Tango / «Dark Horse»                             | 9                      | 8                      | 9                      | 9                      | Sin eliminación  |
| 5 | Contemporáneo / «Let It Go»                      | 10                     | 10                     | 10                     | 10                     | Salvados         |
| 6 | Quickstep / «You're the One That I Want»         | 9                      | 8                      | 9                      | 9                      | Salvados         |
| 7 | Samba / «Gasolina»                               | 9                      | 8                      | 9                      | 9                      | Últimos salvados |
| 7 | Freestyle en equipo / «La Copa de la Vida»       | 8                      | 8                      | 10                     | 9                      | Últimos salvados |
| 8 | Vals vienés / «6'2»                              | 8                      | 9                      | 10                     | 9                      | Últimos salvados |
| 8 | Jive en equipo / «Ain't Nothing Wrong with That» | 9                      | 10                     | 10                     | 10                     | Últimos salvados |
| 9 (Semifinal) | Chachachá / «Love Never Felt So Good»            | 10                     | 10                     | 10                     | 10                     | Salvados         |
| 9 (Semifinal) | Rumba / «Islands in the Stream»                  | 9                      | 9                      | 9                      | 9                      | Salvados         |
| 10 (Final) | Tango / «Adore You (Cedric Gervais Remix)»       | 9                      | 10                     | —                      | 10                     | Eliminados       |
| 10 (Final) | Freestyle / «Original Don»                       | 10                     | 9                      | —                      | 10                     | Eliminados       |
| 1En orden: Robin Roberts, Julianne Hough, Donny Osmond, Redfoo, Ricky Martin, Abby Lee Miller y Kenny Ortega. 2Por los «cambios de pareja», Maslow bailó con Cheryl Burke y Murgatroyd con Charlie White. |                                                  |                        |                        |                        |                        |                  |

- Temporada 19 con Tommy Chong

| Semana | Baile / Canción                         | Puntajes de los jueces | Puntajes de los jueces | Puntajes de los jueces | Puntajes de los jueces | Resultado        |
| Semana | Baile / Canción                         | C. I.                  | L. G.                  | J. H.                  | B. T.                  | Resultado        |
| --- | --------------------------------------- | ---------------------- | ---------------------- | ---------------------- | ---------------------- | ---------------- |
| 1 | Chachachá / «Drop It Like It's Hot»     | 7                      | 6                      | 7                      | 7                      | Salvados         |
| 2 | Salsa / «Higher»                        | 7                      | 7                      | 7                      | 7                      | Salvados         |
| 3 | Tango argentino / «Por una cabeza»      | 8                      | 101                    | 8                      | 8                      | Salvados         |
| 4 | Jive / «Jailhouse Rock»                 | 7                      | 72                     | 7                      | 7                      | Salvados         |
| 53 | Mambo / «Pass the Dutchie»              | 6                      | 64                     | 5                      | 6                      | Sin eliminación  |
| 6 | Foxtrot / «September»                   | 7                      | 75                     | 7                      | 7                      | Salvados         |
| 7 | Quickstep / «That Old Black Magic»      | 7                      | 7                      | 7                      | 7                      | Últimos salvados |
| 7 | Freestyle en equipo / «Time Warp»       | 8                      | 8                      | 8                      | 8                      | Últimos salvados |
| 8 | Pasodoble / «Ring of Fire»              | 6                      | 7                      | 7                      | 6                      | Últimos salvados |
| 8 | Duelo de Rumba / «I'm Not the Only One» | 3 puntos extras        | 3 puntos extras        | 3 puntos extras        | 3 puntos extras        | Últimos salvados |
| 9 | Vals vienés / «Trouble»                 | 7                      | 8                      | 7                      | 7                      | Salvados         |
| 9 | Samba en trío / «Talk Dirty»            | 7                      | 7                      | 7                      | 7                      | Salvados         |
| 10 (Semifinal) | Jazz / «Tainted Love»                   | 7                      | 7                      | 7                      | 7                      | Eliminados       |
| 10 (Semifinal) | Rumba / «Tainted Love»                  | 9                      | 8                      | 9                      | 8                      | Eliminados       |
| 1Puntaje dado por el juez invitado Kevin Hart en lugar de Goodman. 2Puntaje dado por el público en lugar de Goodman. 3Por los «cambios de pareja», Chong bailó con Emma Slater y Murgatroyd con Jonathan Bennett. 4Puntaje dado por la juez invitada Jessie J en lugar de Goodman. 5Puntaje dado por el juez invitado Pitbull en lugar de Goodman. |                                         |                        |                        |                        |                        |                  |

- Temporada 20 con Michael Sam

| Semana | Baile / Canción                        | Puntajes de los jueces | Puntajes de los jueces | Puntajes de los jueces | Puntajes de los jueces | Resultado       |
| Semana | Baile / Canción                        | C. I.                  | L. G.                  | J. H.                  | B. T.                  | Resultado       |
| ------ | -------------------------------------- | ---------------------- | ---------------------- | ---------------------- | ---------------------- | --------------- |
| 1      | Chachachá / «Uptown Funk»              | 6                      | 6                      | 7                      | 7                      | Sin eliminación |
| 2      | Foxtrot / «Working My Way Back to You» | 7                      | 7                      | 7                      | 7                      | Salvados        |
| 3      | Salsa / «Celebrate»                    | 6                      | 6                      | 6                      | 6                      | Salvados        |
| 4      | Rumba / «Not My Father's Son»          | 7                      | 7                      | 8                      | 8                      | Eliminados      |

- Temporada 22 con Nyle DiMarco

| Semana | Baile / Canción                                                                    | Puntajes de los jueces | Puntajes de los jueces | Puntajes de los jueces | Resultado       |
| Semana | Baile / Canción                                                                    | C. I.                  | L. G.                  | B. T.                  | Resultado       |
| --- | ---------------------------------------------------------------------------------- | ---------------------- | ---------------------- | ---------------------- | --------------- |
| 1 | Chachachá / «Cake by the Ocean»                                                    | 8                      | 7                      | 8                      | Sin eliminación |
| 2 | Rumba / «Stole the Show»                                                           | 7                      | 6                      | 7                      | Salvados        |
| 3 | Tango / «Verge»                                                                    | 8                      | 8                      | 9                      | Salvados        |
| 4 | Samba / «Trashin' the Camp»                                                        | 8                      | 8/91                   | 9                      | Salvados        |
| 52 | Vals vienés / «I Get to Love You»                                                  | 9                      | 10/93                  | 9                      | Sin eliminación |
| 6 | Quickstep / «Hey Pachuco»                                                          | 8                      | 8                      | 9                      | Salvados        |
| 7 | Foxtrot / «Beautiful Day»                                                          | 10                     | 9                      | 9                      | Salvados        |
| 7 | Freestyle en equipo / «Super Bad», «Living in America» & «I Got You (I Feel Good)» | 9                      | 9                      | 10                     | Salvados        |
| 8 | Pasodoble / «Victorious»                                                           | 10                     | 9                      | 10                     | Salvados        |
| 8 | Tango argentino en equipo / «Habanera»                                             | 10                     | 10                     | 94                     | Salvados        |
| 9 (Semifinal) | Jive en trío / «Hit the Road Jack»                                                 | 9                      | 9                      | 9                      | Salvados        |
| 9 (Semifinal) | Tango argentino / «Unsteady»                                                       | 10                     | 10                     | 10                     | Salvados        |
| 10 (Final) | Quickstep / «S.O.B.»                                                               | 9                      | 9                      | 9                      | Ganadores       |
| 10 (Final) | Freestyle / «The Sound of Silence»                                                 | 10                     | 10                     | 10                     | Ganadores       |
| 10 (Final) | Chachachá & Tango fusión / «Summer»                                                | 10                     | 10                     | 10                     | Ganadores       |
| 1Puntaje dado por la juez invitada Zendaya. 2Por los «cambios de pareja», DiMarco bailó con Sharna Burgess y Murgatroyd con Doug Flutie. 3Puntaje dado por el juez invitado Maksim Chmerkovskiy. 4Puntaje dado por el público en lugar de Tonioli. |                                                                                    |                        |                        |                        |                 |

- Temporada 24 con Nick Viall

| Semana | Baile / Canción                                                                            | Puntajes de los jueces | Puntajes de los jueces | Puntajes de los jueces | Puntajes de los jueces | Resultado        |
| Semana | Baile / Canción                                                                            | C. I.                  | L. G.                  | J. H.                  | B. T.                  | Resultado        |
| --- | ------------------------------------------------------------------------------------------ | ---------------------- | ---------------------- | ---------------------- | ---------------------- | ---------------- |
| 1 | Chachachá / «Let Me Love You»                                                              | 6                      | 6                      | 6                      | 6                      | Sin eliminación  |
| 2 | Foxtrot / «Love Me Now»                                                                    | 7                      | 5                      | 7                      | 6                      | Salvados         |
| 3 | Tango / «Poker Face»                                                                       | 7                      | 6                      | 7                      | 6                      | Últimos salvados |
| 4 | Rumba / «Shape of You»                                                                     | 8                      | 7                      | 8                      | 7                      | Salvados         |
| 5 | Jazz / «I've Got No Strings»                                                               | 9                      | 8                      | 9                      | 8                      | Últimos salvados |
| 6 | Jive / «Fun, Fun, Fun»                                                                     | 7                      | 7                      | 71                     | 7                      | Salvados         |
| 6 | Freestyle en equipo / «Dancing Machine», «You Got It (The Right Stuff)» & «Best Song Ever» | 8                      | 8                      | 91                     | 8                      | Salvados         |
| 7 | Tango argentino / «Dangerous»                                                              | 8                      | 8                      | 92                     | 9                      | Eliminados       |
| 7 | Duelo de Rumba / «I Will Always Love You»                                                  | Sin puntos extras      | Sin puntos extras      | Sin puntos extras      | Sin puntos extras      | Eliminados       |
| 1Puntaje dado por el juez invitado Nick Carter en lugar de Hough. 2Puntaje dado por la juez invitada Mandy Moore en lugar de Hough. |                                                                                            |                        |                        |                        |                        |                  |

- Temporada 25 con Nick Lachey

| Semana                                           | Baile / Canción                    | Puntajes de los jueces | Puntajes de los jueces | Puntajes de los jueces | Resultado        |
| Semana                                           | Baile / Canción                    | C. I.                  | L. G.                  | B. T.                  | Resultado        |
| ------------------------------------------------ | ---------------------------------- | ---------------------- | ---------------------- | ---------------------- | ---------------- |
| 1                                                | Chachachá / «Come Get It Bae»      | 6                      | 6                      | 6                      | Sin eliminación  |
| 2                                                | Foxtrot / «Mandy»                  | 7                      | 6                      | 6                      | Salvados         |
| 2                                                | Tango argentino / «She's a Lady»   | 7                      | 6                      | 6                      | Últimos salvados |
| 3                                                | Jazz / «Jump (For My Love)»        | 7                      | 7                      | 7                      | Sin eliminación  |
| 4                                                | Contemporáneo / «Falling Slowly»   | 8                      | 7                      | 7                      | Últimos salvados |
| 5                                                | Quickstep / «The Bare Necessities» | 7                      | 8                      | 7                      | Salvados         |
| 6                                                | Samba / «Wild Wild West»           | 7                      | 6/71                   | 6                      | Eliminados       |
| 1Puntaje dado por la juez invitada Shania Twain. |                                    |                        |                        |                        |                  |

- Temporada 28 con Lamar Odom

| Semana                                          | Baile / Canción                      | Puntajes de los jueces | Puntajes de los jueces | Puntajes de los jueces | Resultado       |
| Semana                                          | Baile / Canción                      | C. I.                  | L. G.                  | B. T.                  | Resultado       |
| ----------------------------------------------- | ------------------------------------ | ---------------------- | ---------------------- | ---------------------- | --------------- |
| 1                                               | Foxtrot / «Feeling Good»             | 5                      | 3                      | 3                      | Sin eliminación |
| 2                                               | Salsa / «Con Calma»                  | 4                      | 4                      | 4                      | Salvados        |
| 3                                               | Chachachá / «Old Time Rock and Roll» | 4                      | 4                      | 4                      | Dos últimos     |
| 4                                               | Vals vienés / «Kiss from a Rose»     | 5/71                   | 4                      | 4                      | Eliminados      |
| 1Puntaje dado por la juez invitada Leah Remini. |                                      |                        |                        |                        |                 |

- Temporada 29 con Vernon Davis

| Semana | Baile / Canción               | Puntajes de los jueces | Puntajes de los jueces | Puntajes de los jueces | Resultado       |
| Semana | Baile / Canción               | C. I.                  | D. H.                  | B. T.                  | Resultado       |
| ------ | ----------------------------- | ---------------------- | ---------------------- | ---------------------- | --------------- |
| 1      | Foxtrot / «All of Me»         | 5                      | 6                      | 6                      | Sin eliminación |
| 2      | Pasodoble / «We Found Love»   | 6                      | 6                      | 6                      | Salvados        |
| 3      | Quickstep / «Be Our Guest»    | 8                      | 7                      | 7                      | Salvados        |
| 4      | Rumba / «Let's Stay Together» | 8                      | 7                      | 7                      | Salvados        |
| 5      | Tango / «Livin' on a Prayer»  | 7                      | 7                      | 7                      | Dos últimos     |
| 6      | Chachachá / «Celebration»     | 7                      | 7                      | 7                      | Eliminados      |

- Temporada 31 con Jason Lewis

| Semana | Baile / Canción         | Puntajes de los jueces | Puntajes de los jueces | Puntajes de los jueces | Puntajes de los jueces | Resultado  |
| Semana | Baile / Canción         | C. I.                  | L. G.                  | D. H.                  | B. T.                  | Resultado  |
| ------ | ----------------------- | ---------------------- | ---------------------- | ---------------------- | ---------------------- | ---------- |
| 1      | Chachachá / «Get Lucky» | 5                      | 4                      | 4                      | 5                      | Eliminados |

### Teatro

#### Sway: A Dance Trilogy
En 2014, Murgatroyd comenzó a actuar en Sway: A Dance Trilogy en Westbury, Nueva York junto a Maksim Chmerkovskiy. Chmerkovskiy acredita a su padre Sasha con la idea de Sway. Sway es un espectáculo de bailes de salón con Maksim, su hermano Valentin y Tony Dovolani. El espectáculo también cuenta con Murgatroyd, otros bailarines profesionales de Dancing with the Stars y So You Think You Can Dance, y los instructores de baile de los estudios Dance with Me.

#### Dancing with the Stars: Live!
En 2015, se anunció que Murgatroyd participaría en la gira Dancing with the Stars: Live! "Perfect Ten" durante el verano de 2015. El 25 de junio de 2015, la cuenta oficial de Dancing with the Stars en Twitter anunció que Murgatroyd estaría tomando un breve descanso de la gira debido a una lesión en el tobillo.
Murgatroyd volvió a unirse al Dancing with the Stars: Live! para la gira "Dance All Night" en invierno 2015-2016. La gira estaba programada para detenerse en 43 ciudades.

## Vida personal
Murgatroyd salió con el bailarín profesional australiano de ballroom y exmiembro del reparto DWTS Damian Whitewood durante cinco años antes de romper a principios de 2012.
Ella estuvo saliendo con el bailarín profesional de DWTS Maksim Chmerkovskiy de forma intermitente desde 2012. En 2015, Chmerkovskiy confirmó que él y Murgatroyd estaban saliendo nuevamente. Chmerkovskiy y Murgatroyd se comprometieron el 5 de diciembre de 2015, cuando el le propuso matrimonio en el escenario de una actuación de Sway: A Dance Trilogy en Miami, Florida. El hijo de Chmerkovskiy y Murgatroyd, Shai Aleksander, nació el 4 de enero de 2017. Ambos se casaron en una ceremonia judía contemporánea en el Castillo Oheka en Long Island, Nueva York el 8 de julio de 2017. En enero de 2023 anunciaron que iban a tener un segundo hijo, tras varios abortos espontáneos. En junio de 2023 nació su segundo hijo. Su tercer embarazo fue confirmado en febrero de 2024.